# Robert Frost
Pour les articles homonymes, voir Frost.
Robert Lee Frost, né le 26 mars 1874 à San Francisco, Californie, et mort le 29 janvier 1963 à Boston, Massachusetts, est un poète américain.

## Biographie
Robert Frost est le fils de William Prescott Frost junior, originaire de Tiverton dans le Devon, en Angleterre, et d'Isabelle Moodie, d'origine écossaise. Son grand-père travaille comme surveillant dans une usine en Nouvelle-Angleterre.
Diplômé de Harvard, son père est d'abord professeur, puis rédacteur en chef d'un journal à San Francisco où il sera candidat malheureux à la mairie de la ville. Après sa mort le 5 mai 1885, la famille déménage dans le Massachusetts. Robert est diplômé de l'école secondaire en 1892. La mère de Frost rejoint l'église de Swedenborg et Robert est baptisé dans cette église.
Connu pour avoir chanté la vie rurale dans son œuvre, Frost grandit en réalité en ville. Il publie son premier poème dans la revue de son école secondaire, puis fréquente le Dartmouth College deux mois, assez longtemps pour être accepté dans la fraternité de Theta Delta Chi. Après avoir quitté l'école, Robert aide sa mère à distribuer des journaux, puis travaille dans une usine de filaments.
En 1894, il vend son premier poème, Mon papillon: une élégie, publié le 8 novembre 1894, dans une maison d'édition indépendante de New York pour 15 dollars, équivalent aujourd'hui en pouvoir d'achat à au moins 300 dollars. Fier de son exploit, il demande en mariage Elinor Miriam White (1873-1938), mais celle-ci veut d'abord terminer ses études à l'université St. Lawrence. Ils se marient à Lawrence, au Massachusetts, le 19 décembre 1895.
Entre 1897 et 1899, Frost étudie à Harvard, mais il doit interrompre ses études prématurément pour cause de maladie. Peu de temps avant de mourir, son grand-père achète une ferme pour Robert et Elinor à Derry, dans le New Hampshire. Robert travaille dans cette ferme pendant neuf ans, écrivant tôt le matin. Son éducation s'avérant infructueuse, il retourne à l'enseignement et devient professeur d'anglais à l'académie de Pinkerton dans le New Hampshire de 1906 à 1911, puis à l'école normale du New Hampshire (maintenant Plymouth State University) à Plymouth.
En 1912, Frost part avec sa famille pour l'Angleterre où il s'installe d'abord à Beaconsfield, une petite ville proche de Londres. Son premier recueil de poésie, A Boy's Will, est publié l'année suivante. Il y fait quelques rencontres importantes, comme Edward Thomas (l'inspiration de Frost pour "The Road Not Taken") , T. E. Hulme, et Ezra Pound.
Durant la Première Guerre mondiale, en 1915, Frost retourne aux États-Unis et achète une ferme à Franconia, dans le New Hampshire où il recommence à écrire. Cette propriété sert de résidence d'été pour sa famille jusqu'en 1938. Aujourd'hui cette demeure est un musée à son nom (en). 
Durant les années 1916-1920, 1923-1924, et 1927-1938, Frost enseigne l'anglais au Amherst College dans le Massachusetts.
Le 22 juillet 1961, Frost est nommé poète lauréat du Vermont. Il meurt en 1963 et il est enterré au cimetière de Bennington (Vermont). On peut lire sur sa tombe cette épitaphe : I had a lover's quarrel with the world.

## Vie privée
Frost connut de nombreux drames au cours de sa vie. Il n'a que onze ans quand son père meurt de la tuberculose, ne laissant que huit dollars pour tout héritage. Sa mère meurt de cancer en 1900. En 1920, Frost doit se résoudre à placer sa sœur cadette en hôpital psychiatrique où elle meurt neuf ans plus tard. Lui-même souffre de dépression, comme sa mère. Sa fille Irma, elle aussi, est placée en hôpital psychiatrique en 1947. Elinor, sa femme, qui souffre de temps à autre de dépression, a des problèmes cardiaques toute sa vie et développe un cancer du sein en 1937. Elle meurt en 1938 d'une défaillance cardiaque.
Elinor et Robert Frost eurent six enfants : Elliot (1896–1904, mort du choléra) ; Lesley Frost Ballantine (1899–1983) ; Carol (1902–1940, décès par suicide) ; Irma (1903–1967) ; Marjorie (1905–1934, morte de fièvre puerpérale) ; Elinor Bettina (morte trois jours après sa naissance en 1907).
Ainsi seules Lesley et Irma survécurent à leur père. Ces épreuves ont certainement influencé sa poésie, qui demeure malgré tout pleine d'espérance.

## Regards sur l’œuvre

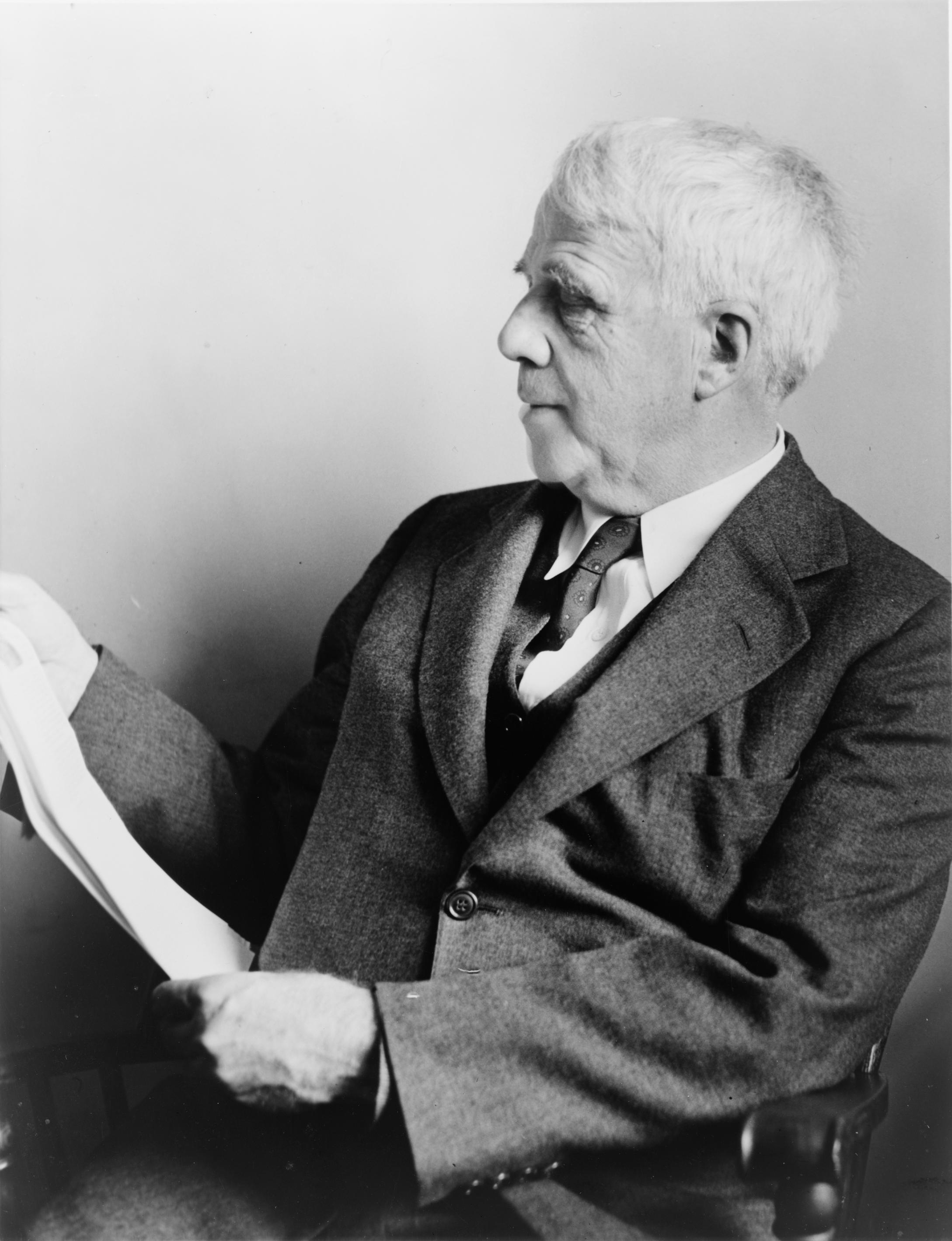
Robert Frost en 1941.

Face aux étonnements et aux bouleversements du modernisme américain, Robert Frost prend dans son œuvre un parti radicalement opposé. Inspiré par la campagne américaine à la fois pour les thèmes et les images, il incarne une forme de scepticisme, l'ironie bienveillante qui la parcourt contribuant à faire de lui un trait d'union entre la poésie du XIXe et celle du XXe siècle. Cette œuvre répond d'une certaine façon à la vision de Thomas Jefferson du paysan heureux. Au moyen d'une écriture épurée, et en choisissant des sujets à l'apparence concrète, presque simpliste, Robert Frost tente, dans une perspective sereine et optimiste, de faire surgir la complexité et la mystique du monde. Ainsi ses poèmes Dust of Snow ou Birches sont représentatifs de cette écriture qui s'apparente par bien des aspects aux haïkus et poèmes bouddhistes.
À cet égard, Robert Frost se présente comme aux antipodes des poètes de son temps, qui exaltent le modernisme, la fraternité, l'engagement à travers différents courants. À la différence des poètes qui souhaitent chanter le monde en changement et participer à cet élan qui caractérise le XXe siècle, au travers de ses victoires et ses vicissitudes, Frost est un poète de l'intimité, un poète de la solitude, un chantre inépuisable de la nature. Chacun de ses poèmes est une invitation à un changement de point de vue sur un sujet en apparence simple, qui acquiert grâce à son impressionnante maîtrise de style une complexité infinie, pouvant être lu et interprété à des degrés divers. Il se rapproche de ce fait d'une mystique bouddhiste, ainsi que d'autres poètes tels que Fernando Pessoa, Pablo Neruda ou même Francis Ponge.
La vie rurale est présentée à travers une pléthore d'émotions, toutes découlant de sujets simples et ordinaires, où se mêlent humour et tragédie. L'arrière-plan favorise aussi les questions se rapportant à l'homme et son milieu, avec la Nature dans le dualisme du Beau et du Dangereux.

## Principaux ouvrages

### Recueils de poèmes
- A Boy's Will (Ce que veut un garçon), 1913.
- North of Boston (Au nord de Boston), 1914.
- Mountain Interval (Entre les monts), 1916, dont le titre évoque sa ferme de Franconia.
- New Hampshire, 1923.
- West-Running Brook (Le ruisseau qui coule vers l'ouest), 1928.
- Collected Poems, 1930.
- A Further Range (Une chaine de montagnes de plus), 1936.
- A Witness Tree (Un arbre témoin), 1942.
- A Masque of Reason (Masque de la raison), 1945, où il fait dialoguer Dieu, Job et Satan.
- A Masque of Mercy (Masque de la miséricorde), 1947, où il met en scène un libraire, Jonas et saint Paul.
- Steeple-Bush (La reine des près), 1947, du nom d'une fleur de Nouvelle-Angleterre qui ressemble à la reine-des-prés.
- In the Clearing (Dans la clairière), 1962.

### Traductions françaises
Mis à part les recueils de Roger Asselineau et de Claude Neuman, les poèmes de Frost n’ont été traduits en français que de façon très fragmentaire, soit dans des revues comme la NRF et Fontaine, soit dans des anthologies.
- Roger Asselineau (trad. Jean Prévost), Robert Frost (Présentation de textes choisis), Paris, Pierre Seghers éditeur, coll. « Poètes d'aujourd'hui » (no 122), 1964, 191 p., 16 cm (ISSN 0768-2085, BNF 34799684).
- Alain Bosquet, Anthologie de la poésie américaine, édition Stock, 1956, 317 p., 19 cm.
- Jean Wahl (trad. avec Édouard Roditi), Écrivains et poètes des États-Unis d'Amérique, (Préface de Gide, Green, Rougemont, Wahl), Paris, édition Fontaine, 1945 : Le volume reproduit le numéro 27-28 de la revue Fontaine, édition d'Alger, août 1943.
- Jean Prévost, « Robert Frost, le Poète et le Sage », in La Nouvelle Revue française, No 308, Gallimard, mai 1939, pp. 818-839.
- Alain Bosquet, « Robert Frost (Notes : lettres étrangères) », in La Nouvelle Revue française, No 123, Gallimard, mars 1963, pp. 534-537.
- Jean Guérin, « À propos de Robert Frost (Les revues, les journaux) », in La Nouvelle Revue française, No 124, Gallimard, avril 1963, page 748.

- Claude Neuman (traducteur), Les forts ne disent rien & autres poèmes (Texte original en regard), Cœuvres-et-Valsery, éd. Ressouvenances, novembre 2018, 107 p.

### Quelques poèmes
- Revelation (1913)
- The Road Not Taken (1915)
- Fire and Ice (1920)
- Stopping by Woods on a Snowy Evening (1922)
- Nothing Gold Can Stay (1923)
- Two Tramps in Mud Time (1937)

## Hommages et distinctions

### Prix littéraires et décorations
Robert Frost est le seul poète américain à avoir obtenu quatre fois le prix Pulitzer de la poésie : 
- 1924 : pour New Hampshire : A Poem With Notes and Grace Notes.
- 1931 : pour Collected Poems.
- 1937 : pour A Further Range.
- 1943 : pour A Witness Tree.

Il a également été élu Poète lauréat de la Bibliothèque du Congrès en 1958, et a été décoré de la Médaille d'or du Congrès le 13 septembre 1960 pour l'ensemble de son œuvre poétique.
En 1964, la Gold Medal for Distinguished Achievement (médaille d'or pour des œuvres remarquables) est renommée Médaille Robert Frost en hommage au poète (qui fut lui-même récipiendaire en 1941).

### Héritage et influence culturelle
- Le 20 janvier 1961, Robert Frost fut invité à déclamer son poème Stopping by Woods on a Snowy Evening lors de l'inauguration de la présidence de John F. Kennedy qui en avait régulièrement cité les derniers lors de sa campagne électorale.
- Le 3 octobre 2000 dans les funérailles de l'ancien premier ministre canadien Pierre Trudeau, son fils aîné Justin a reformulé la dernière strophe du poème « S'arrêter près des bois lors d'une soirée enneigée » dans son éloge funèbre : "Les bois sont beaux, sombres et profonds. Il a tenu ses promesses et a mérité son sommeil."[4]
- Un film documentaire intitulé Robert Frost : A Lover's Quarrel With the World, réalisé par Shirley Clarke en 1963, retrace les dernières années du poètes (Oscar du meilleur documentaire en 1964).
- Dans le film Down by Law de Jim Jarmusch, Roberto Benigni cite Robert Frost en italien.
- Dans le film Le Cercle des poètes disparus de Peter Weir, le professeur John Keating cite à ses élèves des vers du poème The Road Not Taken afin d'illustrer le péril du conformisme et la difficulté de préserver ses convictions.
- Dans l'adaptation au cinéma du troisième volet de la saga de Stephenie Meyer, Twilight chapitre III : Hésitation, l’héroïne Bella cite le poème Fire and Ice tiré du recueil New Hampshire de 1923.
- Le Robert Frost Interpretive Trail, un sentier d'interprétation américain dans le comté d'Addison, dans le Vermont., est nommé en son honneur.